# Philip Freier

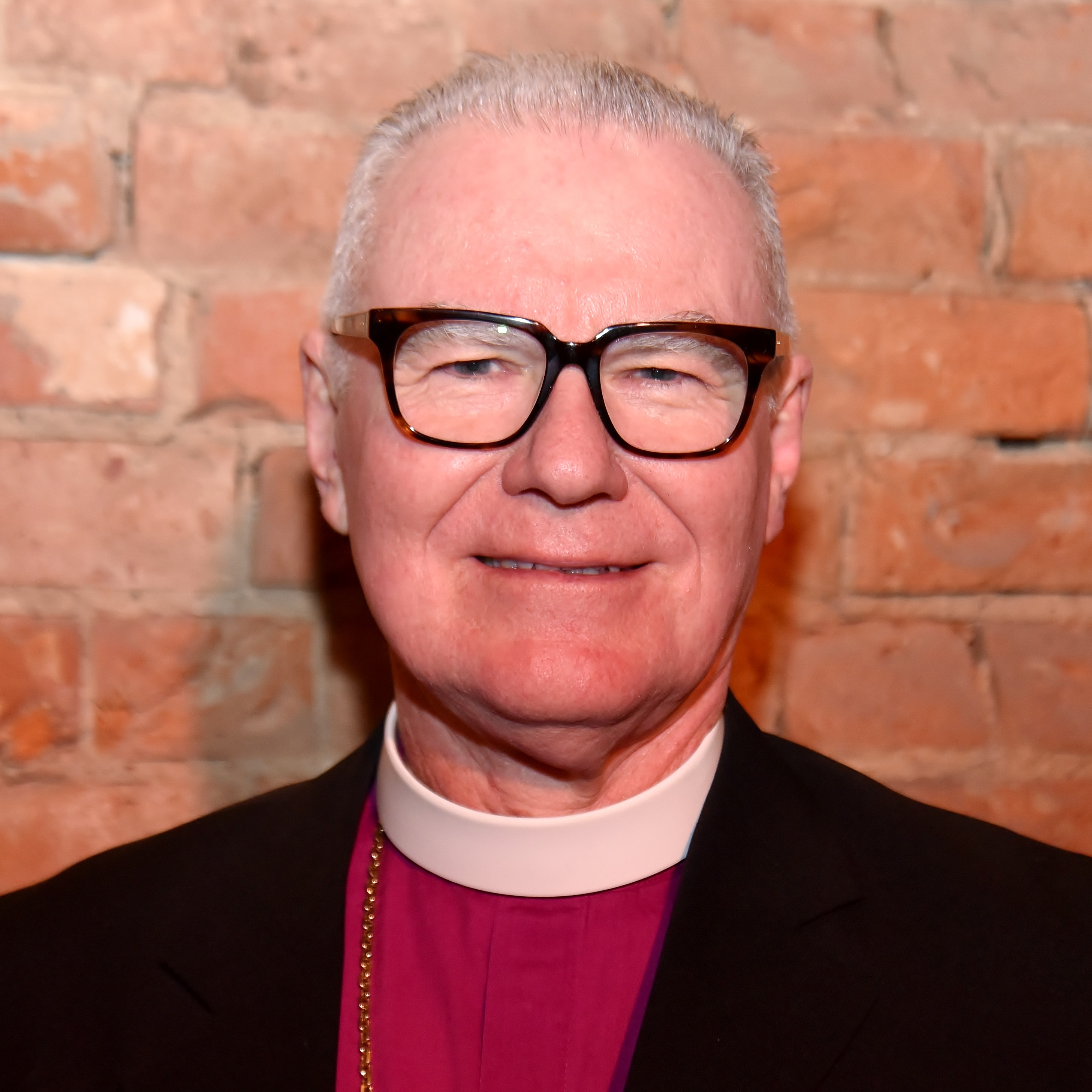
Philip Freier, 2019

Philip Freier (* 9. Februar 1955 in Brisbane, Queensland) ist ein australischer anglikanischer Erzbischof. Er war von 2014 bis 2020 Oberhaupt der Anglican Church of Australia.

## Leben
Freier studierte Pädagogik und Theologie an der James Cook University und an der University of Newcastle. Zunächst war er als Lehrer tätig. 1983 wurde er zum anglikanischen Priester ordiniert. Er wurde Kurator in Kowanyama, Queensland. Für fünf Jahre  war er danach Rektor in St Oswald’s Banyo, anschließend Rektor der Christ Church Bundaberg. 1999 wurde er Bischof der Anglican Diocese of the Northern Territory. Freier wurde 2006 als Nachfolger von Peter Watson zum Erzbischof des Bistums Melbourne gewählt und ist seit 2014 als Nachfolger von Phillip Aspinall Oberhaupt der Anglican Church of Australia.
Freier ist verheiratet und hat zwei Kinder. Er wohnt mit seiner Familie in Melbourne.

## Auszeichnungen und Preise (Auswahl)
- Chaplain, Most Venerable Order of Saint John  (ChStJ)
- Australian Centenary Medal
- Order of St John Service Medal